# نظرية البجعة السوداء

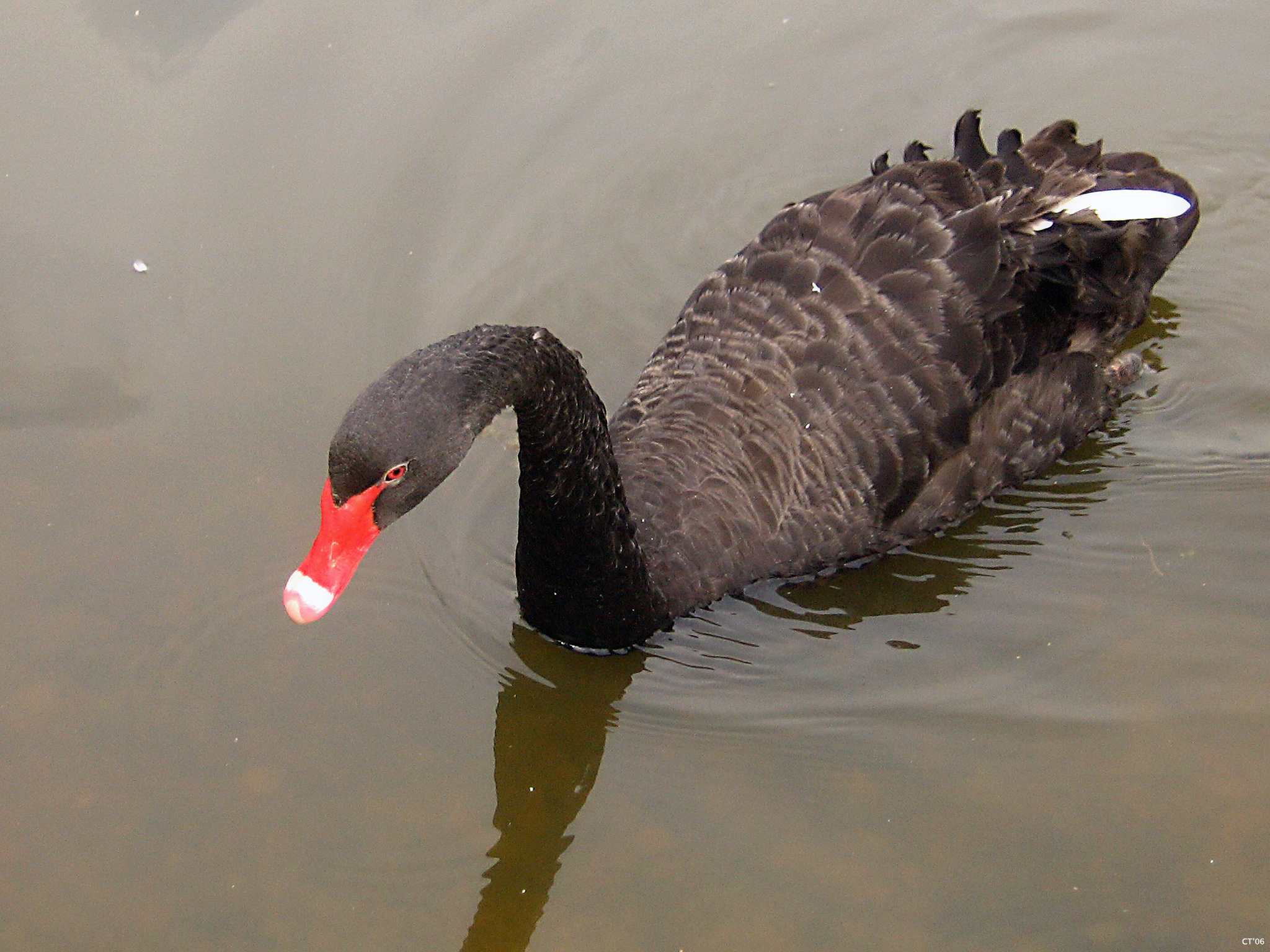
البجعة السوداء.

نظرية البجعة السوداء (بالإنجليزية:Black swan theory) هي نظرية تُشير إلى صعوبة التنبؤ بالأحداث المفاجئة. تقوم هذه النظرية على الفكرة السائدة بأن البجع كله أبيض أما وجود البجع الأسود فهو نادر ومفاجئ. كان ذلك قبل اكتشاف البجع الأسود في أستراليا الغربية الذي كان حدثًا غير متوقع. وتنطبقُ هذه النظرية على الأحداث التاريخية التي لم يكن من الممكن التنبؤ بها أو كان احتمال وقوعها غير وارد على الإطلاق. فمعظم الناس لم يروا بجعًا أسودَ، لذا يعتقدون بعدم وجوده، وذلك لأن عقلنا يركّز على أمور ويغفل عن أخرى.

## خلفية
نسيم نقولا طالب فيلسوف ومفكّر أمريكي من أصل لبناني. صدر له عام 2007 كتاب بعنوان البجعة السوداء. تحدث فيه عن الاكتشافات العلمية الكبرى والأحداث التاريخية والإنجازات الفنية كأنها «بجعات سوداء» باعتبارها إنجازات غير متوقعة، كما تحدث نسيم طالب عن ظهور شبكة الإنترنت، والكمبيوتر وكذا الحرب العالمية الأولى، وهجمات 11 سبتمبر 2001 كأمثلةٍ على أحداث البجعة السوداء. تعود جذور مصطلح «البجعة السوداء» إلى القرن 17 حينما كان يَفترضُ الأوروبيون أنَّ جميع البجع أبيض؛ وعليه ترمزُ عبارة «بجعة سوداء» لشيء كان من غير المتوقع حدوثه أو مجرد تَخَيُل حدوثه.

## التعامل مع أحداث البجعة السوداء
الفكرة الرئيسية في كتاب نسيم نقولا طالب ليست محاولة التنبؤ بالأحداث التي لا يمكن التنبؤ بها، ولكن هي محاولة بناء وتعزيز قوانا العقلية والنفسية وأفكارنا أمام الأحداث السلبية، مع محاولة الاستفادة من الأحداث الإيجابية. يَدَعِي نسيم نقولا طالب أن البنوك والشركات التجارية غير محصنه بشدة من الأحداث الخطرة التي لا يمكن التنبؤ بها، ولازالوا يتعرضون لخسائر فادحة حتى بَعدمَا تَتَنبأ به نماذجها المعيبة.
يخبرنا نسيم نقولا طالب أن أحداث البجعة السوداء تعتمد على المُرَاقِب (المُشَاهِد المُتَخَصِص في فرع ما)، على سبيل المثال، قد يكون ظهور حدث لا يمكن التنبؤ به هو أمر مفاجيء بالنسبة للديك الرومي ولكنه ليس مُفَاجِئًا بالنسبة للجزار! لذا فإن الهدف من النظرية هو «ألا يكون الأنسان مثل الديك الرومي». هذا يعني أن على الإنسان أن يمتلك القدرة على التنبؤ بالأحداث السيئة قبل وقوعها وتحويل البجعات السوداء إلى بيضاء.

## تحديد حدث البجعة السوداء
استنادًا إلى معايير مؤلف كتاب البجعة السوداء:
1. الحدث هو مفاجأة للمُرَاقِب.
2. الحدث له تأثير كبير.
3. بعد وقوع الحدث، نتعرض لِمَا يُسمَّى انحياز الإدراك المتأخر، بمعنى: رؤية الأحداث الماضية على أنه كان من الممكن التنبؤ بها قبل حدوثها.

## النهج المعرفي
يختلف تناول مصطلح «البجعة السوداء» لنسيم طالب عما سبقه من طرح فلسفي للمشكلة خاصة فيما يتعلق بنظرية المعرفة. لأنها تتعلق بظاهرة ذات خصائص تجريبية وإحصائية محددة تسمى «الربع الرابع».
أيضًا يختلف تناول طالب عمن تعاملوا مع مفهوم غير المحتمل/الممكن مثل هيوم وميل وبوبر الذين ركزوا على مشكلة الإستقراء في المنطق، وتحديدًا «استنباط استنتاجات عامة من ملاحظات محددة». أما بجعة طالب السوداء بها سمة مركزية وفريدة من نوعها حيث تَبَنّىَ زعم «أن تقريبًا كل الأحداث اللاحقة في التاريخ جاءت مِمَّا هو غير متوقع، في حين أن البشر يُقنِعونَ أنفُسهم بأن هذه الأحداث يمكن تفسيرها عند وقوعها من خلال الإدراك المتأخر».
ثمة مشكلة واحدة فيما اقترحه نسيم نيكولاس طالب في كتابه البجعة السوداء (2007)، وصفت بالمغالطة السخيفة وهي «إساءة استخدام الألعاب لنمذجة مواقف من الحياة الواقعية».
ينبع هذا من افتراض أن غير المتوقع يمكن التنبؤ به بواسطة استقراء التغيرات والاختلافات في الإحصائيات بناءً على الملاحظات السابقة، خاصةً عندما يُفترض أن هذه الإحصائيات تمثل عينات من التوزيع الطبيعي.
غالبًا ما تكون هذه المخاوف وثيقة الصلة بالأسواق المالية، حيث يَفتَرِض اللاعبون الرئيسيون أحيانًا توزيعات عادية عند استخدام نماذج القيمة المعرضة للخطر، على الرغم من أن عوائد السوق عادةً ما يكون لها توزيعات كبيرة.
بوجهٍ عام فإن نظرية القرار التي تستند إلى عالم ثابت أو «نموذج» من النتائج المحتملة، تتجاهل وتقلل من تأثير الأحداث التي «خارج النموذج».
على سبيل المثال، قد يشمل نَمُوذَجًا بَسيطًا لعائدات سوق الأوراق المالية اليومية تحركات متطرفة مثل الأثنين الأسود (1987)، ولكن قد لا يتنبأ بانهيار السوق في أعقاب هجمات 11 سبتمبر. ظلت بورصة نيويورك وصرف ناسداك مغلقة حتى 17 سبتمبر 2001، وهي أطول مدة إغلاق منذ الكساد العظيم. مما يعني بشكل مبسط أن النموذج ثابت وربما يمكنه «التنبؤ بمجهول ما، بِنَاءً على ما سبق»، لكن بالطبع لا يمكنه التنبؤ بمجهول لم يسبق له مثيل من قبل.
يلاحظ طالب أن التوزيعات الأخرى غير صالحة للاستعمال بدقة، وهي في كثير من الأحيان وصفية أكثر منها عملية. كما يؤكد أن العديد من الأحداث هي ببساطة غير مسبوقة، مما يقوض أساس هذا النوع من التفكير تمامًا. ويدافع أيضًا عن استخدام المنطق المضاد عند التفكير في المخاطرة.

## وصلات خارجية
- الربع الرابع وحدود الإحصاء -  فكرة طالب عن الحدود الإحصائيه
- نظرية البجعة السوداء من فرصة—أطروحه متعلقه بجوانب الحياة التي لا يمكن التنبؤ بها. صحف جارديان، أغسطس 2008.